# Leptogaster seyrigi
Leptogaster seyrigi là một loài ruồi trong họ Asilidae. Leptogaster seyrigi được Janssens miêu tả năm 1954. Loài này phân bố ở vùng nhiệt đới châu Phi.